# ABB ALP-44
Az ABB ALP-44 elektromosmozdony-sorozat, amelyet a svéd ABB Traction gyártott 1989 és 1997 között a New Jersey Transit és a SEPTA vasúttársaságok számára.

## Üzemeltetők

### New Jersey Transit
A New Jersey Transit 32 darab ALP-44-est szerzett be az elektromos vasútvonalain való használatra. Az első tizenöt, 4400–4414-es pályaszámú és ALP-44O (Original) jelzésű járművet 1989 végén (a 4400-as és 4401-es prototípusokat), illetve 1990-ben szállították le. További öt darabot, a 4415–4419-es pályaszámú, ALP-44E (Extended) jelzésű egységeket 1995-ben szállították le. Az utolsó 12 mozdonyt, a 4420–4431-es pályaszámú és ALP-44M (Microprocessor) megjelölésű mozdonyokat 1996-ban szállították le:45 az új Midtown Direct járat kiszolgálására.
Az NJT az eredeti elképzelések szerint felújíttatta volna az ALP-44-es állományát. A projekt felügyeletére 2 millió dolláros szerződést kötött a philadelphiai székhelyű Interfleet Technology vállalattal. A felújítás kivitelezőjét ekkor még nem választották ki. 2009 júniusára azonban az NJT úgy döntött, hogy az ALP-44-esek lecserélése gazdaságilag és fizikailag is hatékonyabb lenne, mint a felújítás, így lehívta a további 9 ALP-46A mozdonyra vonatkozó opcióját.
2011 végére az NJ Transit szinte összes ALP-44O, E és M mozdonyát nyugdíjazták, helyükre ALP-46 és ALP-46A mozdonyok kerültek. Kivételt képeztek a 4405, 4407 és 4409-es számú mozdonyok, amelyek az Atlantic City Express Service (ACES) járatot szolgálták ki; azonban az ACES szolgáltatás 2012 eleji megszüntetésével ezek a megmaradt egységek is nyugdíjazásra kerültek. A 4402, 4403, 4408 és 4410-es számú egységeket 2011 nyarán egy időre bérbe adták az Amtraknek a Hudson folyó alagútjain keresztül közlekedő munkavonatok számára, de aztán visszavették őket.
2012 folyamán az ALP-44-eseket öt darabból álló csoportokban készítették elő a tárolásra. Ez a munka magában foglalta az áramszedők eltávolítását és a vezetőfülke ablakainak acéllemezzel való letakarását. Ezeket az egységeket ezután a New Jersey állambeli Stanhope városához közel található Port Morris Yardra és a Lackawanna Cut-Off csonkavágányra szállították, ahol azóta is tárolják őket.

### SEPTA
A SEPTA egyetlen ALP-44M egységet kapott az ABB-től, a #2308-at, amely a Norristown High Speed Line N5 kocsijainak késedelmes leszállítása miatt indított per kártérítési megállapodásának része volt. 2018 októberében az AEM-7-esekkel együtt ACS-64-esekre cserélték, búcsúútja 2018. december 1-jén volt.
A búcsú után a 2308-ast, valamint hét AEM-7-est bérbe adták az NJ Transitnak, hogy segítsenek enyhíteni a mozdonyhiányt, amely a Positive Train Control vonatbefolyásoló berendezés telepítése miatt alakult ki. A New Jersey Transit azonban soha nem használta őket, és 2019 májusában visszakerültek a SEPTA-hoz. Az AEM-7-esek és az ALP-44-esek végül 2021-ig visszakerültek a SEPTA munkaszolgálatába. Az AEM-7-eseket és az ALP-44-eseket 2022 februárjában kivonták az állományból és eladták. 2022 végéig a SEPTA összes AEM-7-esét és az ALP-44-esét is ócskavasként feldarabolták.

## Specifikációk
Az ALP-44 az Rc6 típuson alapul, és kifejezetten a New Jersey Transit számára tervezték az EMD AEM-7 villamos mozdony változataként, amelyet az Amtrak (2016 júniusáig), a MARC (2017 áprilisáig) és a SEPTA (2018 decemberéig) használt. Az ALP-44 az „American Locomotive Passenger 4-Axle 4.32 MW” (amerikai személyszállító mozdony, négy tengely, 4,32 MW) rövidítése. Az ALP-44 a mozdony két áramszedőjének egyikén keresztül felsővezetékről kapja az áramot, és akár 7000 LE (5,2 MW) teljesítményre is képes, a végsebessége pedig elérheti a 125 mph (201 km/h) sebességet. A kereskedelmi forgalomban azonban mind a New Jersey Transit, mind a SEPTA csak 100 mph (161 km/h) sebességig engedélyezték.

### ALP-44M
Az ALP-44M az eredeti ALP-44-es konstrukció egyik változata. Mikroprocesszoros vezérlést tartalmaz az olyan funkciókhoz, mint a fékezés és az akkor új WABCO Electro-Pneumatic Integrated Control (EPIC) fékvezérlő rendszer. Ezek a mozdonyok hírhedtek voltak hibás szoftverükről, amely gyakran okozott problémákat, így rendszeresen üzemképtelenek voltak.

## Galéria

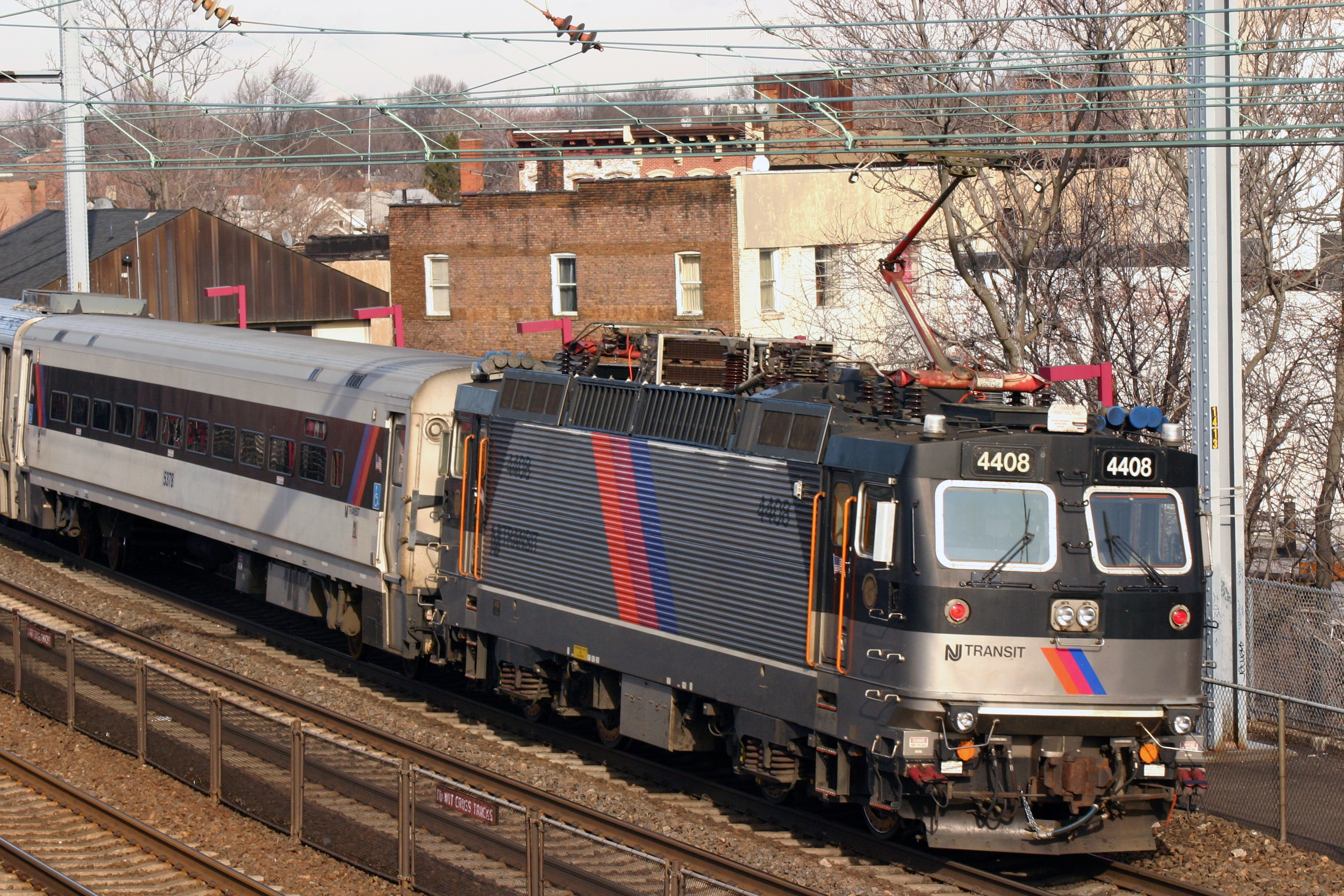
NJT ALP-44O #4408
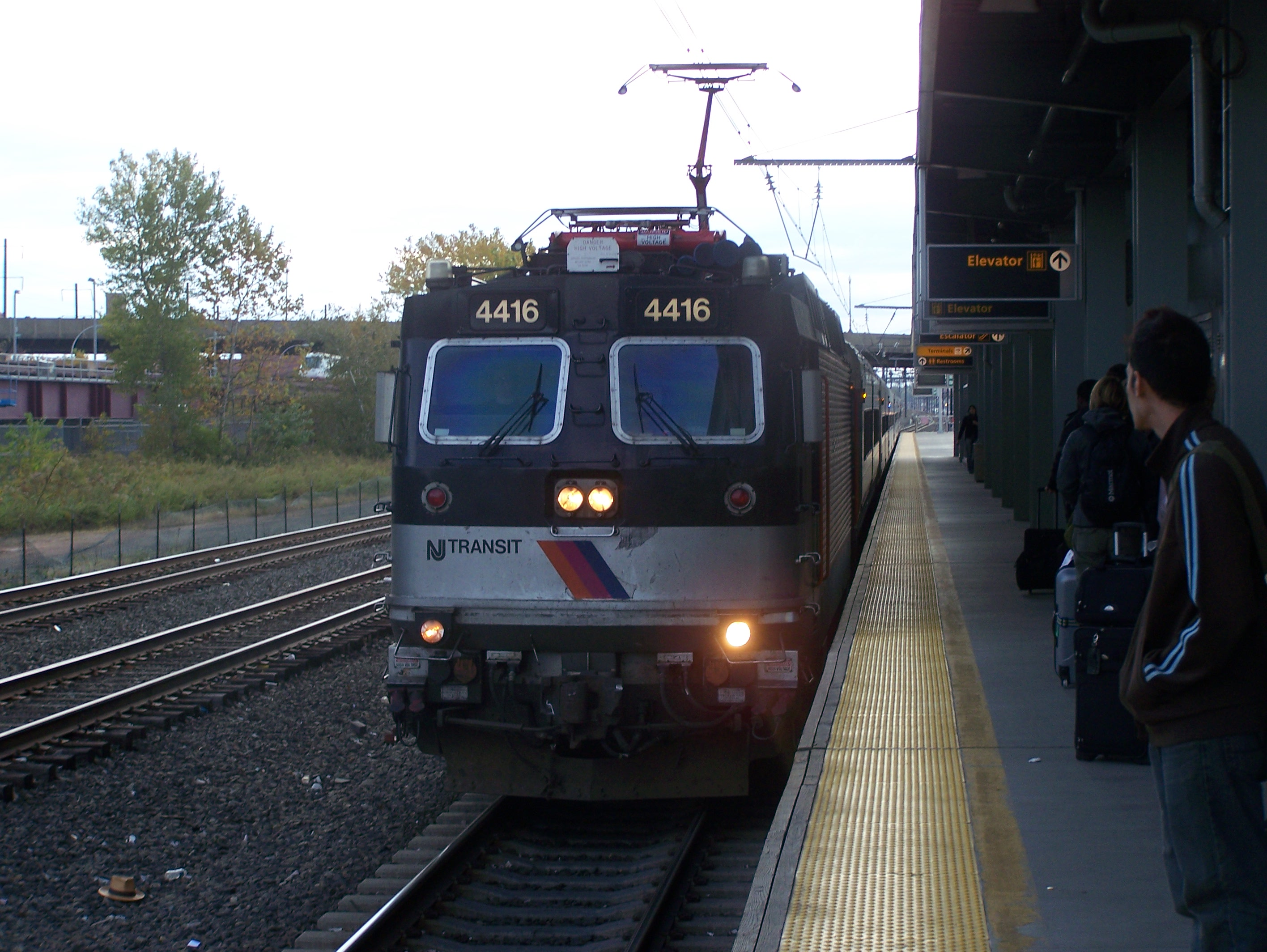
NJT ALP-44E #4416
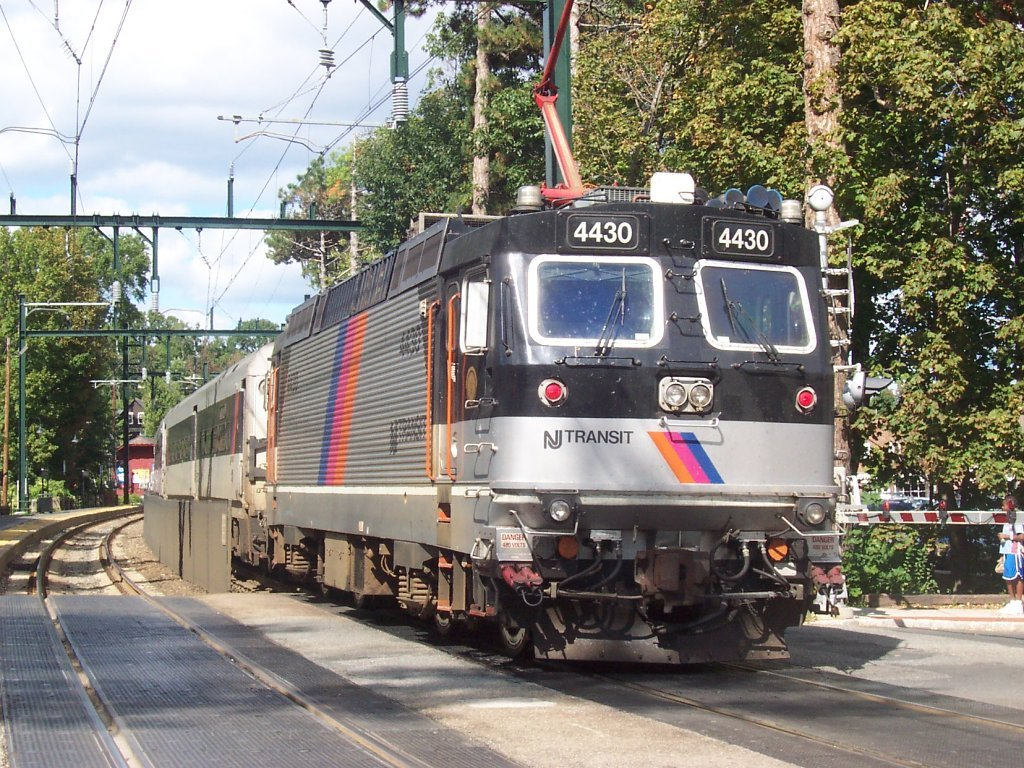
NJT ALP-44M #4430
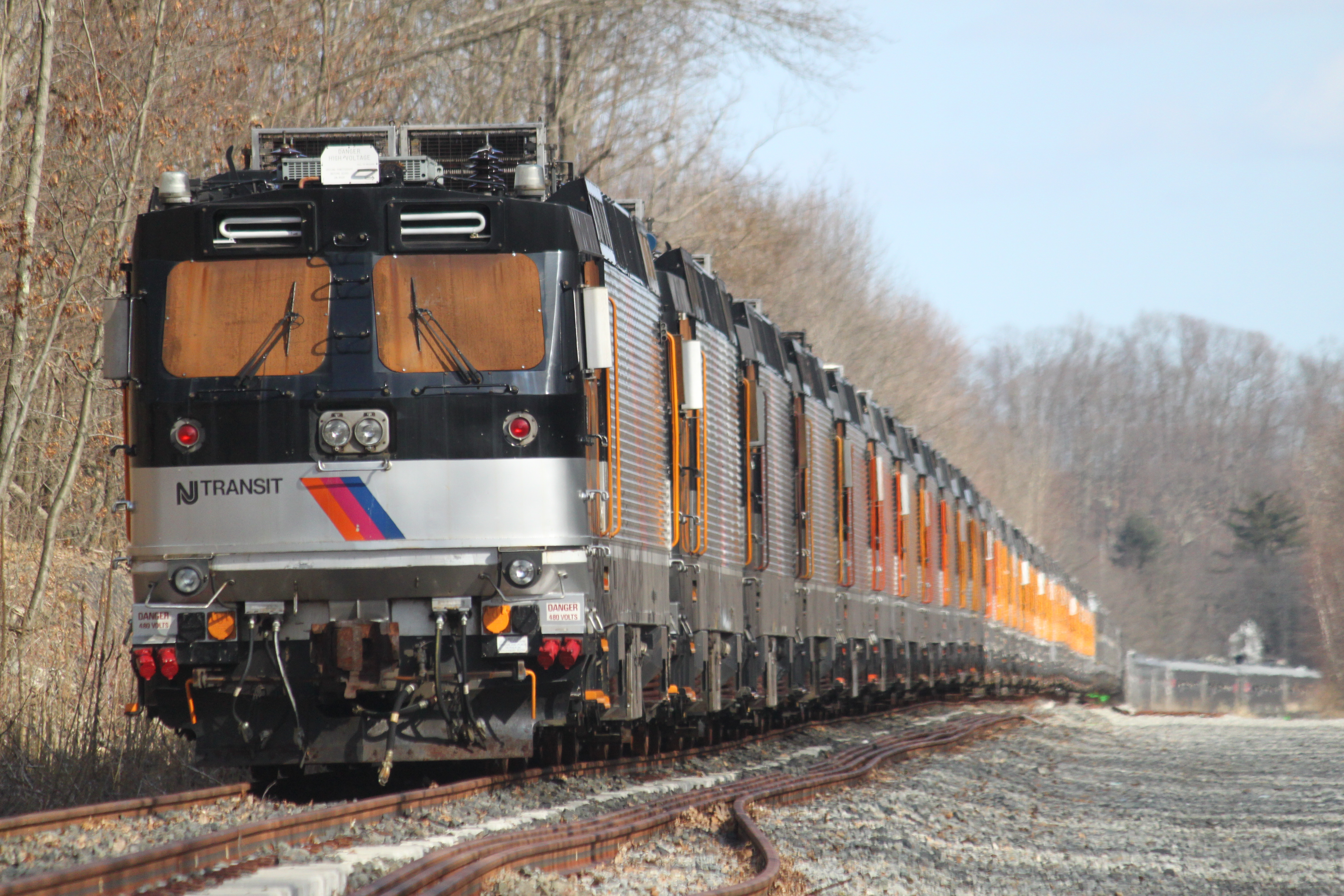
Állományból kivont NJT ALP-44-esek a Lackawanna Cut-offon

## Fordítás
- Ez a szócikk részben vagy egészben  az   ABB ALP-44 című angol Wikipédia-szócikk ezen változatának fordításán alapul.  Az eredeti cikk szerkesztőit annak laptörténete sorolja fel. Ez a jelzés csupán a megfogalmazás eredetét és a szerzői jogokat jelzi, nem szolgál a cikkben szereplő információk forrásmegjelöléseként.